# San Ildefonso, Bulacan
San Ildefonso là một đô thị hạng 4 ở tỉnh Bulacan, Philippines. Theo điều tra dân số năm 20007, đô thị này có dân số 93.438 người trong 15.753 hộ.

## Các đơn vị hành chính
San Ildefonso được chia thành 36 barangays (5 urban, 31 rural).
| - Akle - Alagao - Anyatam - Bagong Barrio - Basuit - Bubulong Munti - Bubulong Malaki - Buhol na Mangga - Bulusukan - Calasag - Calawitan - Casalat | - Gabihan - Lapnit - Maasim - Matimbubong - Malipampang - Palapala - Pinaod - Poblacion | - Pulong Tamo - San Juan - Santa Catalina Bata - Santa Catalina Matanda - Sapang Dayap - Sapang Putik - Sapang Putol - Sumandig - Telapatio - Upig - Umpucan - Mataas na Parang |